# Koro Panjo
Koro Panjo är ett vattendrag i Indonesien.   Det ligger i provinsen Sulawesi Tengah, i den centrala delen av landet, 1 600 km öster om huvudstaden Jakarta. Koro Panjo ligger vid sjön Danau Poso.